# Giorni di passione
Giorni di passione (Carried Away) è un film statunitense del 1996 diretto da Bruno Barreto.

## Trama
Joseph Svenden è un insegnante di mezza età che vive in una fattoria con la madre morente, Rosealee Henson. La sua vita è priva di grosse emozioni e l'unico rapporto che riesce a mantenere è quello con una vedova, una storia priva di reale passione che va avanti da molto tempo, abitudinariamente. Un giorno Catherine Wheeler, una ragazza di diciassette anni, si trasferisce nella sua classe e la sua vita viene totalmente stravolta dalla giovane, che lo seduce irrimediabilmente. Joseph e Catherine iniziano a vedersi clandestinamente, travolti da un'incredibile passione, che tuttavia riempie Joseph di sensi di colpa: egli, pur travolto dal piacere e dal desiderio per la ragazza, è perfettamente consapevole di sbagliare. Ben presto le voci nel paese iniziano a susseguirsi e lo scandalo sembra inevitabile.